# الحمبشية (طور الباحه)

تعديل مصدري - تعديل

الحمبشية هي إحدى قرى عزلة طور الباحــة بمديرية طور الباحة التابعة لمحافظة لحج، بلغ تعداد سكانها 82 نسمة حسب تعداد اليمن لعام 2004.